# Martin Aronowitsch
Martin Aronowitsch, född den 1 april 1880 i Stockholm, död den 20 maj 1939 på Kaggeholm i Ekerö församling, var en svensk bankdirektör. 
Aronowitsch var verkställande direktör och ordförande i styrelsen för aktiebolaget bankirfirman Aronowitsch, aktiebolaget Fondkommission, ordförande i styrelsen för föreningen Finansintressen, ägare till och styrelseledamot i Bukowskis, svenska ackumulatoraktiebolaget Jungner, med flera. Han var ägare till Kaggeholm i Uppland. Aronowitsch blev riddare av Vasaorden 1918 och av Nordstjärneorden 1920 samt kommendör av andra klassen av Vasaorden 1923.
Han var son till bankdirektör David Aronowitsch, far till direktör Gregor Aronowitsch, Madeleine Lindstedt, galleristen William Aronowitsch och Evert Aronowitsch. Hans första hustru grevinnan Irma Taube var dotter till Mathilda Grabow. 